# Nyílt halmaz

Az x^{2} + y^{2} = r^{2} egyenletet megoldó (x, y) pontok kékkel, az x^{2} + y^{2} < r^{2} egyenlőtlenséget teljesítő (x, y) pontok pirossal színezve. A piros pontok nyílt halmazt alkotnak, aminek határát a kék pontok halmaza alkotja. A kék pontok halmaza határhalmaz. A piros és a kék pontok uniója zárt halmaz.

A topológiában egy halmaz akkor nyílt, ha nem tartalmazza egy határpontját sem, vagyis megegyezik a belső pontjainak halmazával. Metrikus terekben a nyílt halmazok pontosan azok, amelyek minden pontjához van olyan ε, hogy amely pontok ennél közelebb vannak, azok is a halmazhoz tartoznak. Topologikus terekben ezt környezetekkel fogalmazzák át: egy halmaz nyílt, ha minden pontjának egy környezetét is tartalmazza.
A definíciónak az a lényege, hogy mivel a nyílt halmaz minden pontját a halmaz saját elemei veszik körül, ezért nem tartalmazza a határát. A komplementere tartalmazza a halmaz határát, ami az ő határa is, tehát a zárt halmazokról tudjuk, hogy tartalmazzák a határukat.
A topologikus terekben a nyílt halmazokat használják ahhoz, hogy kifejezzék a pontok közelségét. Ezt használják például a folytonos függvények definíciójának átviteléhez. A topologikus terek szerkezetét az határozza meg, hogy mely halmazok nyíltak bennük. A nyílt halmazok rendszerét ismét topológiának hívják. Ezek a matematika kapcsolódó területein is szervező erővel bírnak, például a Zariski-topológia az algebrai geometriában, ami a varietások topológiai szemléletét tükrözi, vagy a differenciáltopológia differenciálható sokaságai, ahol minden ponthoz van őt tartalmazó nyílt halmaz, amely homeomorf egy euklideszi nyílt gömbbel.
A pontok és a halmazok elválaszthatóságát is nyílt halmazokkal fogalmazzák meg. Az elválaszthatósági axiómák pontok vagy halmazok elválasztásáról szólnak.
A topologikus terek kategóriájában a morfizmusok a két topologikus tér között menő folytonos függvények, amelyek megőrzik a topologikus terek szerkezetét, és közeli pontokat közeli pontokba visznek. A metrikus terek topológiájában egy függvény méri a távolságot az egyes pontok között. Ez a távolságfüggvény adja meg a tér topológiáját, vagyis hogy mely halmazok tekinthetők nyíltnak. A metrikus terekben vizsgálhatók az izometriák is, amelyek megőrzik a távolságot a topologikus invariánsok mellett. A topológia szempontjából jól ismerjük a topologikus tereket, bár vannak megoldatlan problémák is.

## Motiváció
A nyílt halmazok segítenek az egyes pontok elkülönítésében. Hogyha egy pont körül van egy nyílt halmaz, ami nem tartalmaz egy másik pontot, akkor a két pont topológiailag elkülöníthető, így lehet mérték bevezetése nélkül beszélni topologikus közelségről.
A valós számok halmazán a szokásos euklideszi metrikában, ha x és y valós számok, akkor távolságuk így adható meg: d(x, y) = |x - y|. Így beszélhetünk egy valós szám környezetéről, vagyis egy adott valós számhoz közeli számok halmazáról. Ha x valós szám, akkor az ε sugarú környezetébe azok a valós szám,ok tartoznak, amelyek ε-nál közelebb vannak x-hez. Ha ε-t egyre kisebb pozitív számnak vesszük, akkor a környezet pontjai egyre inkább megközelítik x-et. Például, ha x = 0 és ε = 1, akkor a környezet a (−1,1) intervallum, tehát a −1 és 1 közötti számok. Ha ε = 0,5, akkor az intervallum a −0,5 és 0,5 közötti számokra szűkül. Ezek a számok pontosabban közelítik x-et, mint ha ε = 1.
Ahogy a fentiek mutatják, az x = 0 esetben az egyre kisebb ε esetén a (-ε,ε) intervallum egyre pontosabban megközelíti x-et. Jobban mondva, ezek az intervallumok egyre több információt adnak a 0 valós számról. A konkrét metrika helyett halmazokkal is leírhatók a közeli pontok. Ennek az ötletnek messzemenő következményei vannak: a különböző 0-t közös elemként tartalmazó halmazrendszerek esetén különböző eredményeket kaphatunk a 0 és más valós számok távolsága szerint. Ha a távolság méréséhez csak a teljes {\displaystyle \mathbb {R} } halmazt fogadjuk el, akkor minden pont közel lesz 0-hoz, hiszen csak egy pontossági fok van. Tehát bizonyos értelemben a 0-tól minden 0 távolságra van. Ezt az segíthet elfogadni, hogy ez egy igaz-hamis állítás: ami valós, az 0-hoz közeli, ami nem valós, az 0-tól távoli.
Általában véve, a 0-t megközelítő halmazok rendszere a 0 környezetbázisa; ennek elemei nyílt halmazok. Ez a szemlélet más halmazokra is általánosítható. Jelölje az adott halmazt X, és legyen x eleme X-nek! Ekkor megadható olyan x-et tartalmazó halmazok rendszere, amely approximálja x-et. Ha ez megfelel bizonyos axiómáknak, akkor a távolságmérés egy jól definiált módszerét kapjuk. Például X egy tetszőleges pontja valamennyire megközelíthető kell, hogy legyen, ezért X-nek benne kell lennie ezek uniójában. Ha kisebb halmazokat is beveszünk, akkor x-et pontosabban is megközelítjük. Emellett vannak más axiómák is, amelyeket kielégítve egyre jobb tulajdonságú tereket kaphatunk.

## Definíciók
A nyílt halmaz fogalma különböző szintű általánossággal alkotható meg.

### Euklideszi tér
Az {\displaystyle \mathbb {R} ^{n}} euklideszi tér egy U részhalmaza nyílt, ha minden U-beli x ponthoz van olyan ε > 0, hogy az {\displaystyle \mathbb {R} ^{n}} tér minden olyan pontja, ami ε-nál közelebb van x-hez, U-beli. Vagyis, ha U minden pontját annak egy környezetével együtt tartalmazza.

### Metrikus terek
Metrikus terekben a definíció az euklideszi tér távolsággal megadott definíciójához hasonló.
Egy X, d metrikus tér egy U részhalmaza nyílt, ha U minden pontjához van ε > 0, hogy minden y pont, amire d(x, y) < ε, y is eleme U-nak. Azaz, ha U minden pontjának van környezete, ami része U-nak.
Az euklideszi terekhez hasonlóan definiálhatjuk a nyílt gömböket. Egy x közepű, r sugarú nyílt gömb az x-hez r-nél közelebb levő pontokból áll:
{\displaystyle U_{r}(x):=\{y\in X|d(x,y)<r\}}
A nyílt gömbhöz nem tartozik hozzá a határa, vagyis az x középponttól r távolságra levő pontok. A norma cikk tartalmaz példákat arra, hogy a gömb nem a megszokott gömb, vagy kör alakú.
Ha {\displaystyle (X,d)} metrikus tér, akkor az {\displaystyle X} {\displaystyle U} részhalmaza nyílt, ha:
{\displaystyle \forall \ {x\in U}:{\exists \ \varepsilon }>{0}:U_{\varepsilon }(x)\subset U}

#### Példák
Ha {\displaystyle \mathbb {R} }-t a szokásos euklideszi metrikával tekintjük, akkor ezek a halmazok nyíltak:
- Az {\displaystyle (0,1)} intervallum, általánosabban a nyílt intervallumok. Mindezek az intervallumok gömbök {\displaystyle \mathbb {R} }-ben.
- Maga {\displaystyle \mathbb {R} } is nyílt.
- A racionális számok {\displaystyle \mathbb {Q} } halmaza nyílt {\displaystyle \mathbb {Q} }-ban, de nem nyílt {\displaystyle \mathbb {R} }-ben.
- A {\displaystyle (0,\pi ]} intervallum nem nyílt {\displaystyle \mathbb {R} }-ben, de nyílt {\displaystyle \mathbb {Q} }-ban, mert π nem racionális.

{\displaystyle \mathbb {R} ^{2}}-ben a nyílt halmazok elképzelhetők körvonaluktól megfosztott síkidomokként.

#### Tulajdonságai
Minden nyílt gömb nyílt halmaz. Ez bizonyítható így:
Legyen a vizsgált gömb középpontja x, sugara r! Legyen {\displaystyle y_{1}} az {\displaystyle U(x,r)} gömb egy pontja! Ekkor {\displaystyle \varepsilon _{1}=r-d(x,y_{1})} jó lesz a választott környezet sugarának, mivel {\displaystyle U(y_{1},\varepsilon _{1})} része az {\displaystyle U(x,r)} gömbnek. Hasonló módon belátható, hogy a zárt gömbök zártak.
Két nyílt halmaz metszete ismét nyílt; innen következik, hogy véges sok metszete szintén nyílt. Ezzel szemben nem következik, sőt, nem is igaz, hogy végtelen sok nyílt halmaz metszete is nyílt. Ha például {\displaystyle \mathbb {R} }-en, mint alaphalmazon vesszük az összes {\displaystyle (-{\tfrac {1}{a}},{\tfrac {1}{a}})} alakú nyílt intervallumot, ahol a befutja a pozitív egészeket, akkor a metszet a {\displaystyle \{0\}} egyelemű halmaz lesz, ami nem nyílt:
{\displaystyle \bigcap _{a\in \mathbb {N} }\left(-{\frac {1}{a}},{\frac {1}{a}}\right)=\left[\lim _{a\to \infty }-{\frac {1}{a}},\lim _{a\to \infty }{\frac {1}{a}}\right]=[0,0]=\{0\}}
Tetszőleges sok, akár végtelen sok nyílt halmaz uniója is nyílt. Ez könnyen belátható, hiszen az unió minden pontja valamelyik tag eleme, ami környezetével együtt tartalmazza. De mivel a tag része az uniónak, ezért az unió is tartalmazza a környezetet.

### Topologikus terek
A topologikus terek szerkezetét gyakran nyílt halmazaikkal adják meg; ekkor a nyílt halmaz alapfogalom.
Legyen a T X részhalmazainak egy rendszere olyan, hogy:
{\displaystyle {\mathcal {O}}_{1}:} Az üres halmaz és X eleme T-nek
{\displaystyle {\mathcal {O}}_{2}:} T-beli elemek tetszőleges uniója is T-beli
{\displaystyle {\mathcal {O}}_{3}:} Véges sok T-beli elem metszete szintén T-beli.
Ekkor (X, T) topologikus tér a T topológiával, és T elemei a nyílt halmazok. Ez a definíció a metrikus terek topológiájának általánosítása, hiszen az szintén topológia.
Emellett a nyílt halmazok megadhatók másként is, nyíltbázis vagy környezetbázis használatával.
Ha (X, 𝜑) topologikus tér, akkor egy U részhalmaz akkor és csak akkor nyílt, ha U minden U-beli pontnak környezete.
Ez a definíció a metrikus tereken használatos nyílt halmaz fogalmának általánosítása. A metrikus terek topologikus terek is, hiszen a fenti definíció szerinti nyílt halmazok rendszere topológiát alkot a metrikus téren. Emellett a metrikus tereknek más tulajdonságai is vannak, például elválasztási tulajdonságai, amelyeknek azonban nem minden topologikus tér tesz eleget. Ezek a topologikus terek nem lehetnek metrikus terek.

## Tulajdonságai
- Az üres halmaz nyílt-zárt[1]
- A topologikus tér alaphalmaza nyílt-zárt
- Akárhány nyílt halmaz uniója nyílt[2]
- Véges sok nyílt halmaz metszete nyílt[2]

Végtelen sok nyílt halmaz metszete nem szükségszerűen nyílt. Például az (−1/n, 1/n) alakú nyílt intervallumok metszete nem nyílt, hiszen megegyezik a {0} halmazzal, ami a valós számok szokásos metrikájában nem nyílt. A megszámlálható sok nyílt halmaz uniójaként konstruálhatók a Gδ halmazok.

## Alkalmazásai
A nyílt halmazok központi szerepet kapnak a topológiában. A fogalmat a topologikus, a metrikus és az uniform terek megalkotásához használják fel.
A valós számok nyílt halmazai előállnak megszámlálható nyílt intervallum uniójaként.
Minden, topologikus térbe ágyazott halmaz tartalmaz nyílt halmazt, ha mást nem, akkor az üreset. A legnagyobb nyílt részhalmaz a halmaz belseje, ami előáll az összes nyílt részhalmaz uniójaként. Itt a nyíltság az egész téren értendő, és nem a halmazra vonatkoztatva.
Legyen X és Y topologikus tér, és f egy X-ből Y-ba menő függvény. Ekkor, ha Y minden nyílt részhalmazának ősképe nyílt X-ben, akkor f folytonos. Ekvivalensen, zárt halmaz ősképe zárt.
Ha f megőrzi a nyíltságot, akkor nyílt leképezés. A folytonossággal szemben nem ekvivalens a zárt halmazos tulajdonság. Az {\displaystyle (s,t)\mapsto s} vetítés {\displaystyle p\colon \mathbb {R} ^{2}\to \mathbb {R} } nyílt, de az {\displaystyle \{(s,t)\colon s\geq 0,st\geq 1\}} halmazt {\displaystyle ]0,\infty [}-re képezi. A nyílt leképezésekkel vizsgálható a bijektív leképezések inverzének folytonossága. A funkcionálanalízis egyik központi tétele a nyílt lineáris leképezésekről a nyílt leképezések tétele.
Egy leképezés relatív nyílt, ha nyílt a képének altértopológiájára.

### A nyíltság relatív
A halmazok nyílt volta a topológiától függ. A topologikus tereket sokszor tartóhalmazukkal jelöljük; ekkor a korábban bevezetett, vagy a szokásos topológiára gondolunk. Ha egy halmazon két topológia van megadva, akkor ha egy halmaz az egyikben nyílt, akkor a másikban nem biztos, hogy az. Például az altértopológiában nyíltak azok a halmazok, amelyeknek az altérrel vett metszete nyílt; ez új nyílt halmazokat vezet be.
Álljon az U halmaz a (0, 1) intervallum racionális számaiból! Ekkor U nyílt a racionális számok szokásos topológiájában, de nem nyílt a valós számok szokásos topológiájában.
A racionális számok topológiájában minden pontjához van egy környezet, amiben levő racionális számok benne vannak az intervallumban. A valós számok halmazán ez nincs így, mivel minden racionális szám tetszőlegesen pontosan megközelíthető irracionális számokkal.

### Nyílt-zárt halmazok
A halmazok nyíltsága és zártsága nem zárja ki egymást. Egy halmaz lehet egyszerre nyílt, zárt, vagy lehet egyik sem.
- Bármely topológiában a tartóhalmaz és az üres halmaz nyílt is, zárt is. Ez a két halmaz komplementere is egymásnak.
- Az {\displaystyle I=(0,1)} intervallum nyílt, mert eleme az euklideszi topológiának. Ha zárt lenne, akkor a komplementere nyílt lenne. De komplementere az {\displaystyle I^{C}=(-\infty ,0]\cup [1,\infty )} halmaz, ami nem áll elő megszámlálható sok nyílt intervallum uniójaként. Tehát I nyílt, de nem zárt.
- Hasonlóan belátható, hogy {\displaystyle J=[0,1]} zárt, és nem nyílt.
- {\displaystyle K=[0,1)} nem tartozik az euklideszi topológiához, és a fentiekhez hasonlóan komplementere, {\displaystyle K^{C}=(-\infty ,0)\cup [1,\infty )} sem állítható elő nyílt intervallumok megszámlálható uniójaként, tehát nem nyílt, és nem zárt.